# St. Nikolaus (Haintchen)
Die römisch-katholische Pfarrkirche St. Nikolaus ist ein denkmalgeschütztes Kirchengebäude in Haintchen im Taunus (Landkreis Limburg-Weilburg).

## Vorgeschichte
Die erste urkundliche Erwähnung einer Kirche in Haintchen ist aus dem Jahr 1388 belegt. In der Erwähnung vom 25. Juli 1388 in einem von der Äbtissin Sophie von Lindau angelegten Fortsetzung des Zinsbuches des Zisterzienserinnenklosters Gnadenthal heißt es: "Item gebin wir alle jar der kyerchin zu dem Hayne 1/2 punt waisis un(d) 6 junge h. zu oistirn auch von Husin, unsim hoibe.-" (Somit geben wir alle Jahre der Kirche zu Haintchen ein halbes Pfund Wachs und sechs junge Heller zu Ostern auch von Hausen, unserem Hof).
Bereits im Jahr 1388 bestand im Ort ein Vorgängerbau der heutigen Kirche, wegen der Lage an der alten Hessenstraße vermutlich ebenfalls dem Heiligen Nikolaus als Schutzpatron der Reisenden geweiht. Dazu kam ein umfangreicher Pfarrhof mit dem alten Pfarrhaus und der Scheune. In einer Urkunde vom 13. Juli 1476 wird eine weitere Pfarrkirche zu Haintchen (zum Henichen) erwähnt. Im Jahr 1525 wird in urkundlichen Erwähnungen auf das Nikolauspatrozinium der Kirche in Haintchen hingewiesen.
Wie überliefert, stand auf dem Kirchberg eine kleinere Kirche mit Turm in Form eines Spitzhelms, vermutlich gebaut nach Mitte des 17. Jahrhunderts. Davor soll hier eine Kapelle, die sogenannte Alte Kapelle mit der Burg Hohenfeld (auch als Schloss Hohenfeld genannt) bestanden haben. Im Dreißigjährigen Krieg hatte sie wie auch die Dörfer Obernhain und Steinbrechen schwer gelitten und gingen bei Friedensschluss ein. Von der Burghöhle im westlichen Eisenbachtal soll es einen unterirdischen Stollen (Gang) zur Verbindungen bis zur Burg Hohenfeld auf dem Kirchberg gegeben haben.
Für ihren Bestand sprechen die Eintragungen im Stockbuch von Haintchen. In alten Kaufakten ist dort am Kirchberg ein Grundstück als Hohenfeldches Grundstück verzeichnet. Die Wiesenflächen südlich des Kirchbergs und der Straße, sind als von Hohenfeldche Wiesen bezeichnet. Um das Jahr 1900 wurde von den Schulkindern bei einem Reigen ein Liedchen gesungen, das sich aus der Hohenfeldchen Zeit erhalten hatte und auf die Gräfin gleichen Namens hinweist. Die Familie des „Statthalters des Nassauischen Landes“, Achatius von Hohenfeld war zu jener Zeit im Besitz des Gutshofs „Hof zu Hausen“. Diese Adelsfamilie stammte vom Schloss Aistersheim aus Oberösterreich und residierte im nahe gelegenen Camberg. Auf einer Karte aus dem Jahr 1711, dem Dorfe nahegelegenen Walddistrikt: Laubus, ist dort eine Kapelle zu Hohenfeld eingezeichnet.

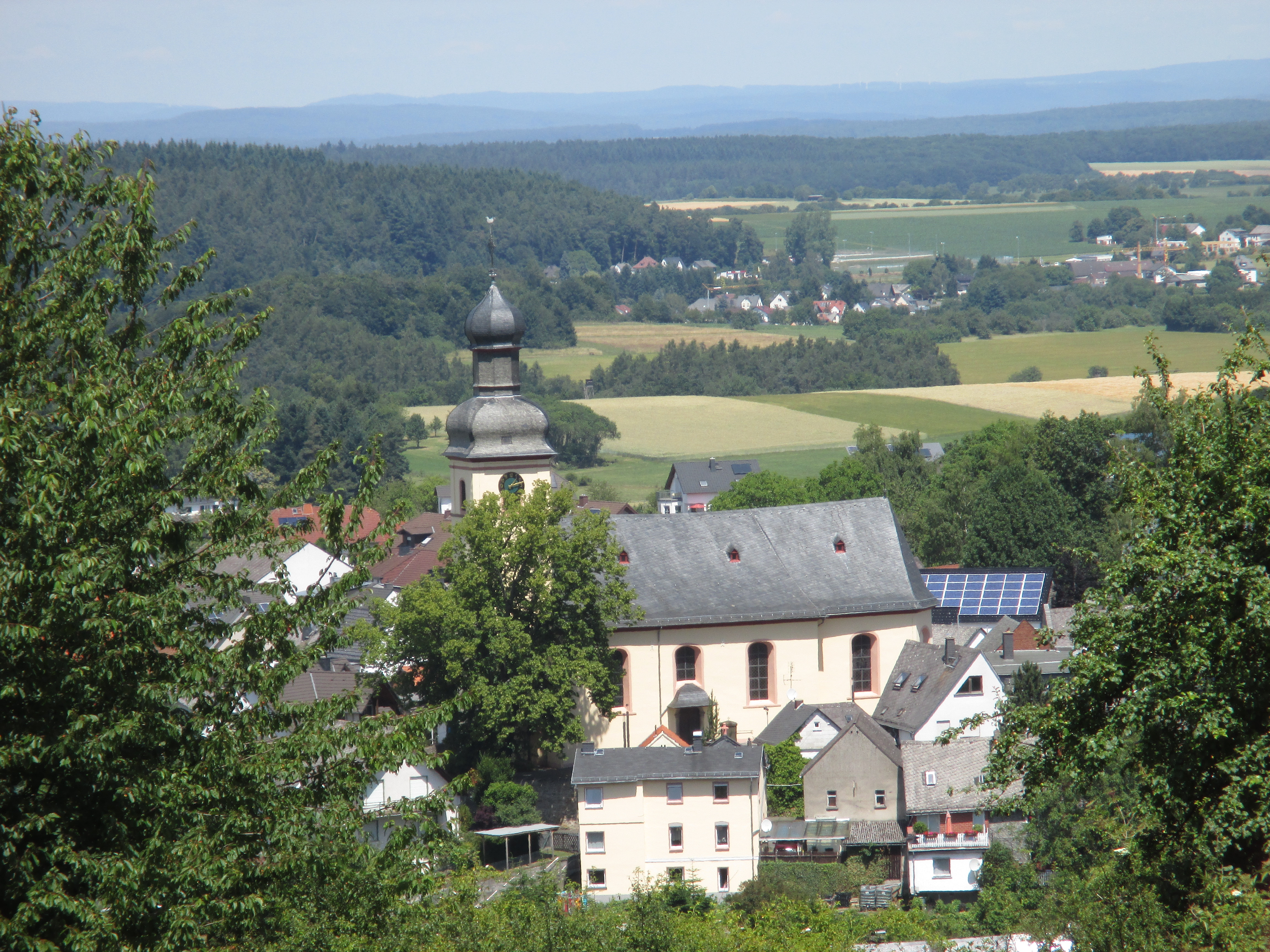
Ansicht auf den Kirchberg aus Richtung des Kobergs im Südwesten

Wie aus alten Berichten überliefert, war man bei der Errichtung der Vorgängerkirche, über ihre Anlage geteilter Meinung. Das Unterdorf wollte die Kirche auf dem Koberg, das Oberdorf an der heutigen Stelle errichten. Man schaffte das Bauholz und das Baumaterial mehrmals auf den Koberg. Anderentags lag es wieder auf dem Kirchberg.
Lange und hartnäckig hat sich auch in offiziellen Schriften und Veröffentlichungen die Meinung erhalten, die Erbauer der Kirchen in Haintchen und Hasselbach sei der Architekt Appel gewesen. Doch Ludwig Baron Döry benennt Johann Martin Ulrich (1697–1768) als Erbauer der beiden Kirchen. Johann Martin Ulrich war Baumeister und Geometer; von seinem Schwiegervater Forth übernahm er das Limburger Kelleramt der Familie von Hohenfeld. Seine Tätigkeit als Baumeister ist neben profanen Bauten auch für verschiedene Klöster und Kirchen belegt, wie auch die der Barockkirche von Haintchen.

## Geschichte und Architektur
Die in den Jahren 1749 bis 1750 von dem Baumeister Johann Martin Ulrich aus Limburg a.d. Lahn erbaute katholische Pfarrkirche, die unter dem Patrozinium von St. Nikolaus gestellt wurde, zählt zu den wenigen Gotteshäusern im weiteren Umkreis, deren komplette Ausstattung aus dem Barock des 18. Jahrhunderts sich erhalten hat. Es handelt sich um eine geostete Saalkirche mit einem schmäleren dreiseitig geschlossenen Chor. Der Innenraum besitzt ein muldenförmiges Holztonnengewölbe mit acht gemalten Ovalmedaillons mit Stuckrahmen. Vom Eingang zum Chor fortschreitend, auf der Evangelienseite die hl. Michael – Markus – Matthäus – Verkündigung und auf der Epistelseite Schutzengel Lukas – Johanes Evangelist – Josef.
Die klassizistische nüchterne Raumfassung stammt aus der Zeit um 1810. Fast vollständig erhalten ist die aufwendige Ausstattung der Barockzeit, diese stammt aus der Hadamarer Schule.
Johann Martin Ulrich (1697–1768) war Baumeister und Geometer; von seinem Schwiegervater Forth übernahm er das Limburger Kelleramt der Familie von Hohenfeld. Seine Tätigkeit als Baumeister ist neben profanen Bauten auch für verschiedene Klöster und Kirchen belegt, wie auch die der Barockkirche von Haintchen. Am 23. September 1748 hatte er diesen Abriss nebst Kostenvoranschlag für die Kirche angefertigt und am 22. Oktober 1748 im Beisein von Pfarrer Klemmer, des Schultheißen Roth und der Gemeindevertreter den Bauvertrag mit den Werkmeistern abgeschlossen. Das Bauvorhaben war dann der kurtrierischen Hofrentkammer am 23. November 1748 vorgelegt und von ihr genehmigt worden. Pfarrer Klemmer hatte vorgeschlagen, da die vorhandenen Mittel nicht auszureichen schienen, statt eines Turmes einen zierlichen Dachreiter zu errichten; erst als der Kurfürst einen Zuschuss zum Kirchenbau bewilligte, konnte der geplante Turmbau ausgeführt werden.
Der Maler Johann Georg Schamo war in den Jahren 1751 bis 1760 an der Ausmalung der Barockkirche in Haintchen beteiligt. Die acht Ovalmedaillons zur Ausschmückung des Chores und Kirchenschiffes stammen ebenso von ihm wie die farbliche Gestaltung des Orgelgehäuses und die farbige Fassung des Hochaltares mit den dazugehörigen zwei Gemälden. Sein Vater, der Maler Peter Schamo, stammte aus Saint-George in Savoyen und begründete im Limburger Raum und Goldenen Grund eine wirkende Malerdynastie.
Beim Bau der Nikolauskirche waren unter anderem auch drei Maurer mit dem Namen Hafeneger beteiligt. In den alten Rechnungen zum Kirchenneubau werden ihre Namen: Tobias, Heinrich und Sebastian, genannt. Die Schreibweise ihres Nachnamens hat sich in der Zeit nach der Erbauung bis heute zum Teil stark verändert. Die Vorfahren der drei Maurer lassen sich in Haldensee im Tannheimer Tal in Tirol nachweisen. Auch dort gibt es eine St. Nikolauskirche, die von Andreas Hafenegger aus Haldensee erbaut wurde. Sie gleicht im inneren Aufbau und der Ausstattung der Haintchener und Hasselbacher Pfarrkirchen. Letztere Pfarrkirche entstand direkt im Anschluss an den Bau in Haintchen und hatte daher diese als Vorbild.
In der Haintchener Pfarrchronik berichtet der damalige Pfarrer Johannes Theodor Klemmer: „Als in der Donnerstagsnacht vom 16. zum 17. April 1749 unbekannte Nachts-Diebe in die alte wegen ihrer Ruinosität leicht einzubrechende Haintchener Kirche eindrangen, haben sie die in der Sakristei gestandene eiserne Kiste völlig ausgeraubt und alle zum Meßopfer, auch sonstige zur Kirchennotwendigkeit gehörende Vasa sacra und Paramente, gewalttätig hinweggeraubt.“ Die alte Kirche war damals in einem so schlechten Zustand, dass der Trierer Fürstbischof Franz Georg von Schönborn noch im selben Jahr den Bau einer neuen Kirche gestattete, die ebenso wie ihre Vorgängerin dem Heiligen Nikolaus geweiht wurde.
Die Einsegnung der Pfarrkirche St. Nikolaus zu Haintchen erfolgte am 19. Juli 1751 vom Land-Dechanat Johannes Fridericus Dornuff, durch eine Vollmacht des Trierer Kurfürsten Franzisco Georgio, die am 16. November 1750 erteilt wurde. Am 14. Juli 1781 fand die Weihe der drei Altäre der Barockkirche durch Johann Maria Cuchot d’Herbain, Bischof von Ascalon und Hilfsbischof von Trier statt.

## Ausstattung

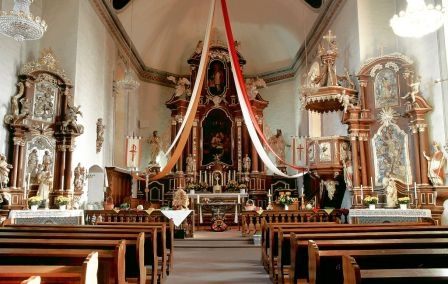
Innenraum zum Chor

Der Blick wird sofort vom Hochaltar angezogen. Er ist aus Holz geschnitzt. Über dem Tabernakel befindet sich ein Pelikan, der mit seinem Herzblut seine Jungen nährt, ein Sinnbild Christi. Eine Abendmahlszene und ein Bild vom Schutzpatron der Kirche, dem Heiligen Nikolaus, der Brot unter die Armen verteilt, schließen den Altar nach oben ab. Zu beiden Seiten des Altares stehen mit den Symbolen Schlüssel und Schwert die Apostelfürsten Peter und Paul, in Lebensgröße geschnitzt. Der Nebenaltar auf der Epistelseite stellt den hl. Sebastian und darüber den hl. Wendelin, auf der Evangelienseite die hl. Dreifaltigkeit dar. Interessanterweise sind diese Figuren im Relief dargestellt, ebenso wie an der reichgeschnitzten Kanzel. Außer den Altarfiguren sind die Darstellungen vom hl. Petrus mit dem Hahn und der Büßerin Magdalena (früher hielt sie einen Menschenschädel in der Hand) auf den beiden Beichtstühlen zu beachten. Der Taufstein aus Schupbacher Marmor von 1671, ein Madonnenbild und ein Taufaltärchen von 1680 sowie zwei Weihwasserbecken von 1709 und ein Opferstock von 1713 stammen noch aus der Vorgängerkirche, die vermutlich nach dem Dreißigjährigen Krieg erbaut wurde.
Auf der gegenüberliegenden Seite des Chorraumes, befindet sich die zweistöckige Westempore. Die beiden Emporen sind mit Brüstungsmalereien aus Ölgemälden und die Orgel mit Figuren ausgeschmückt. Eine Seltenheit ist auch die wertvolle, im Jahr 1754 erbaute, barocke Orgel von dem Frankfurter Orgelbauer Johann Christian Köhler. Es gibt in Deutschland nur noch wenige dieser wertvollen, wohlklingenden Orgeln.

## Orgel

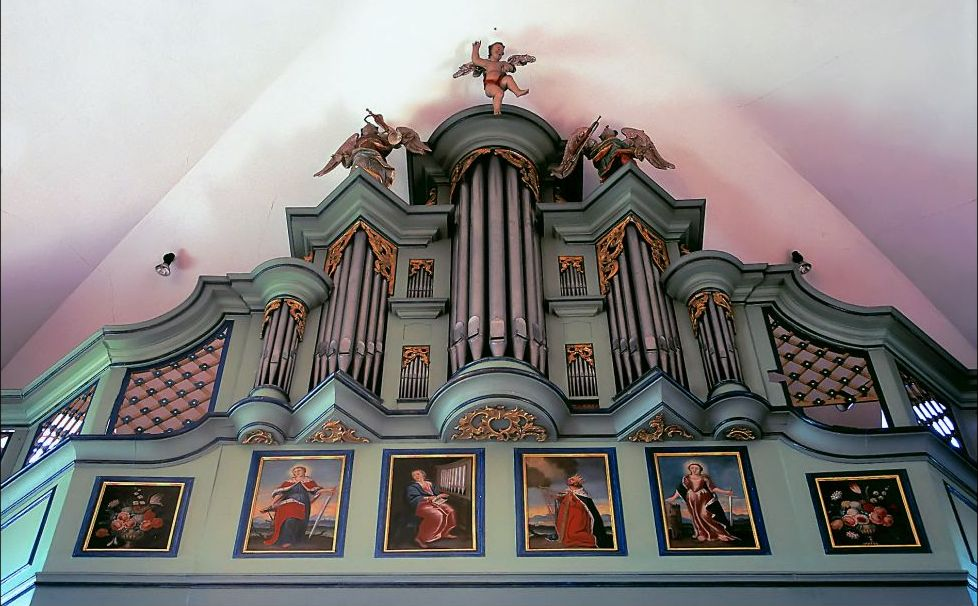
Johann-Christian-Köhler-Barockorgel

Die im Jahr 1754 erbaute Johann-Christian-Köhler-Orgel befindet sich auf der oberen der beiden rückwärtigen Westemporen. Wie in dieser Zeit häufig, ist das ganze Orgelwerk in die Brüstung eingebaut, die im mittleren Teil entsprechend vorgezogen ist. Die Ansicht zeigt das Gehäuse und den in sieben Feldern mit drei Rundtürmen, zwei eckigen Türmen und zwei zweigeschossige Zwischenfelder eingeteilten Prospekt. Der große runde Mittelturm wird flankiert von je einem doppelstöckigen Flachfeld, dem sich je ein gleich hoher Spitzturm anschließt, dessen Gesims sich über die Flachfelder hinauszieht. Den Abschluss bildet je ein niedriger Rundturm, etwas höher als das untere Flachfeld. Türme und Flachfelder enthalten je sieben Pfeifen; die oberen Pfeifen der beiden Flachfelder sind Blindpfeifen.
Diese Prospektaufteilung wurde bereits 1750 von Johann Christian Köhler und Philipp Ernst Wegmann in der Evangelischen Kirche in Grävenwiesbach gebaut; bei den meisten seiner Werke schließen kleine Rundtürme das Werk nach außen ab. Die Orgel umfasst ein Manual und Pedal mit 15 Register und 855 Pfeifen.

## Turm und Sommerlinde
Der 36 m hohe Westturm, der von einer barocken Haube bekrönt ist, wirkt weit in die Talebene hinein. Die prächtige, seit 1934 vom damaligen Landrat des Kreises Limburg durch Naturschutz geschützte Sommerlinde, trägt dazu bei den Anblick zu vervollständigen.

## Glocken

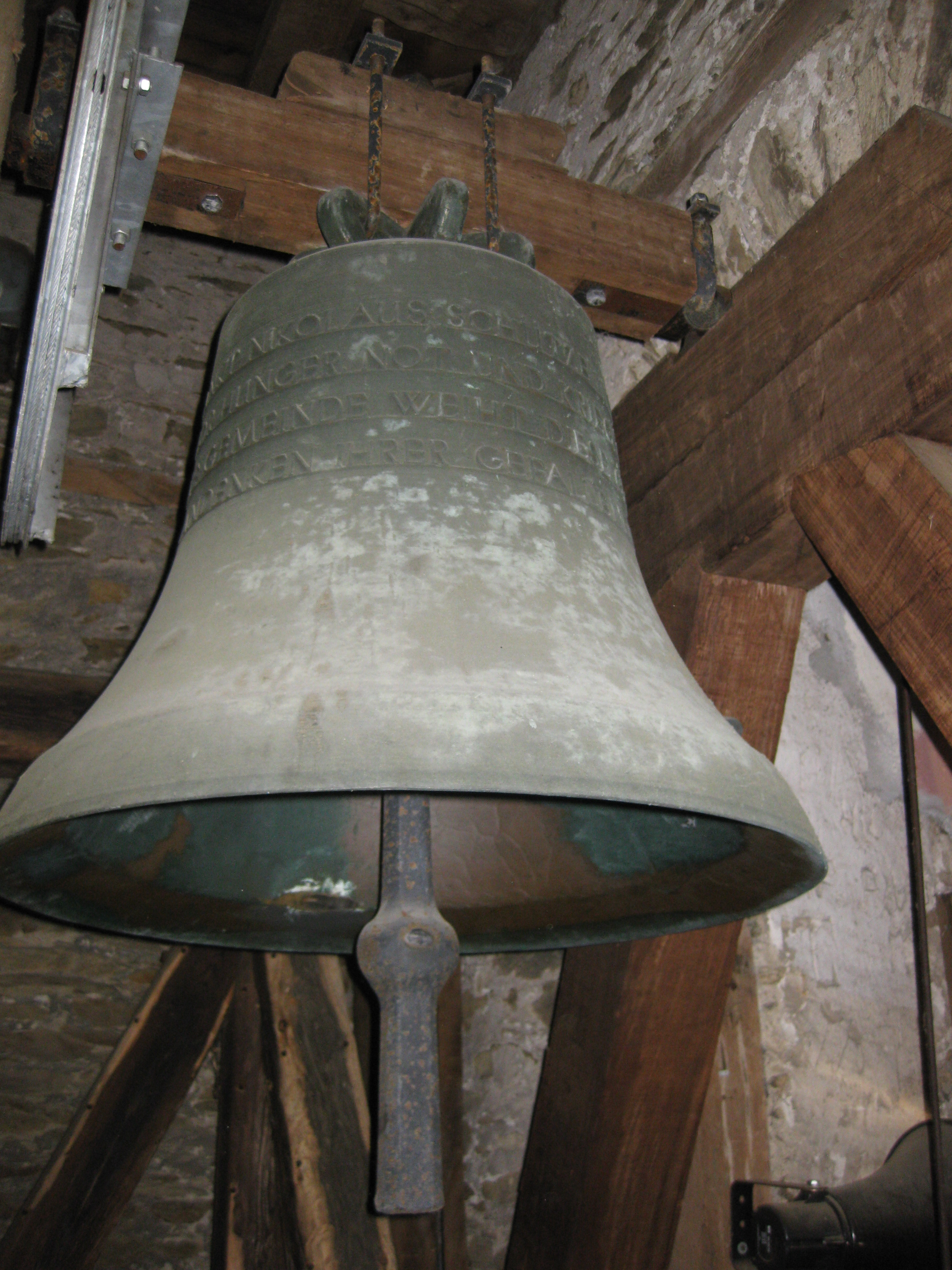
St.-Nikolaus-Glocke

Nach der Fertigstellung im Jahr 1750 verfügte die Barockkirche nur über eine kleine Glocke. Bis zum Ende des 18. Jahrhunderts hatte die Pfarrgemeinde aber bereits drei neue Glocken angeschafft. Diese hatten jedoch nur eine kurze Lebensdauer. Wie die Überlieferung berichtet, sprangen diese Glocken nur wenige Jahre nach ihrer Anschaffung und neue Glocken mussten gekauft werden.
1879 bedurften diese einer Erneuerung, da sie ihren Klang verloren hatten. Die drei neuen Glocken wurden von der Firma F.W. Rincker in Sinn gegossen. Die größte „Susanna“ mit 94 cm Durchmesser, die mittlere „Anna“ mit 75 cm Durchmesser und die kleinste, „Maria“ mit 62 cm Durchmesser.
Am 9. Juni 1917 wurden die zwei kleinsten Glocken für Rüstungszwecke, des Ersten Weltkrieges, in die damalige Kreisstadt Usingen transportiert. Die kleinste wog 52 Kilogramm, die mittlere 387 Kilogramm. Im Jahr 1925 wurde von der Firma Franz Otto in Hemelingen bei Bremen eine neue Maria-Glocke mit 78 cm Durchmesser und einem Gewicht von 340 Kilogramm im Ton „c“ gegossen. Im gleichen Jahr wurde das Geläut durch die Nikolaus-Glocke im Ton „b“ mit 90 cm Durchmesser, mit der Inschrift: „St. Nikolaus, schütze unser Land vor Hunger, Not und Kriegesbrand. Ihr musstet sterben in Kriegesnot wie eure Söhne den Heldentod. Nun bin ich erwacht nach langer Zeit, Gott schenke ihnen die Seligkeit. St. Nikolaus, ora pro nobis“, vervollständigt. Am 15. März 1942 mussten für Rüstungszwecke, des Zweiten Weltkrieges, die zwei größten Glocken abgegeben werden. Die größte und älteste, war die „Susanna“, von 1879 im Ton „gis“ und die Nikolaus-Glocke, von 1925.
Im Jahr 1950 kamen dann zur verbliebenen Maria-Glocke, von der Firma Franz Otto in Hemelingen wieder zwei neue Glocken dazu, so war das ursprüngliche dreistimmige Geläut jetzt mit der Tonfolge as-b-c, als Gloria-Geläute, endlich wieder vervollständigt. Die Nikolaus-Glocke im Ton „b“ mit 88 cm Durchmesser und 437 Kilogramm, mit der Inschrift: „Sanct Nikolaus, schütze unser Land vor Hunger, Not und Kriegesbrand! Die Gemeinde weiht diese Glocke dem Andenken ihrer gefallenen Söhne“. Die zweite und heute größte Glocke ist die Herz Jesu-Glocke im Ton „as“ mit 100 cm Durchmesser und einem Gewicht von 638 Kilogramm, mit der Inschrift: „Herz Jesu + Haus Gottes und Pforte des Himmels, unsere Versöhnung, erbarme dich unser!“. Diese wurden am 17. Dezember 1950 eingeweiht. So läuteten am Heiligabend 1950 nach acht Jahren wieder alle drei Glocken, wobei das ganze Dorf auf den Beinen war.
| Glocke | Name      | Gussjahr | Gießer, Gussort                  | Nominal (HT-1/16) | Gewicht | Durchmesser | Inschrift |
| ------ | --------- | -------- | -------------------------------- | ----------------- | ------- | ----------- | --- |
| 1      | Herz Jesu | 1950     | Glockengießerei Otto, Hemelingen | as1 +4            | 638 kg  | 1000 mm     | Herz Jesu, Haus Gottes und Pforte des Himmels, unsere Versöhnung, erbarme dich unser! |
| 2      | Nikolaus  | 1950     | Glockengießerei Otto, Hemelingen | b1 +2             | 437 kg  | 888 mm      | Sanct Nikolaus, schütze unser Land vor Hunger, Not und Kriegesbrand! Die Gemeinde weiht diese Glocke dem Andenken ihrer gefallenen Söhne.                                                        |
| 3      | Maria     | 1925     | Glockengießerei Otto, Hemelingen | c1 +5             | 340 kg  | 780 mm      | Sankta Maria, ora pro nobis. Maria der Friedenskönigin bist du geweiht. Auch ich mußte wandern in Kriegeszeit. Milde Gaben ließen mich wieder erneuern. O Jungfrau hör unser innigliches Flehen. |